# Cristian Brolli
Cristian Brolli (* 28. Februar 1992) ist ein san-marinesischer Fußballspieler.

## Karriere
Brolli bestritt acht Spiele für die san-marinesische U-21, seit 2012 läuft er für die A-Nationalmannschaft auf.